# Jurová
Jurová, do roku 1948 Dercsika (maďarsky Dercsika), je obec v okrese Dunajská Streda na Slovensku. Leží v jižní části Žitného ostrova. V obci je římskokatolický kostel z roku 1778.

## Historie
Místo bylo poprvé písemně zmíněno v roce 1253 jako Gyurgsuka nebo Gurgsuka a až do 14. století patřilo k panství bratislavského hradu (tehdy Pressburg). V roce 1828 zde bylo 112 domů a 818 obyvatel. Do roku 1918 bylo území obce součástí Uherska. Na základě první vídeňské arbitráže bylo v letech 1938 až 1945 součástí Maďarska. Při sčítání lidu v roce 2011 žilo v obci 507 obyvatel, z toho 409 Maďarů, 86 Slováků a 1 Čech. 11 obyvatel nepodalo žádné informace.